# Роум (Іллінойс)
Роум (англ. Rome) — переписна місцевість (CDP) в США, в окрузі Піорія штату Іллінойс. Населення — 1604 особи (2020).

## Географія
Роум розташований за координатами 40°52′29″ пн. ш. 89°30′40″ зх. д. / 40.87472° пн. ш. 89.51111° зх. д. (40.874671, -89.511132).  За даними Бюро перепису населення США в 2010 році переписна місцевість мала площу 6,47 км², з яких 4,89 км² — суходіл та 1,58 км² — водойми.

## Демографія
Згідно з переписом 2010 року, у переписній місцевості мешкало 1738 осіб у 697 домогосподарствах у складі 503 родин. Густота населення становила 268 осіб/км².  Було 745 помешкань (115/км²).
Расовий склад населення:
| - 97,5 % — білих - 0,3 % — чорних або афроамериканців - 0,3 % — азіатів - 0,2 % — корінних американців |

До двох чи більше рас належало 1,2 %. Частка іспаномовних становила 1,6 % від усіх жителів.
За віковим діапазоном населення розподілялося таким чином: 21,3 % — особи молодші 18 років, 63,0 % — особи у віці 18—64 років, 15,7 % — особи у віці 65 років та старші. Медіана віку мешканця становила 42,0 року. На 100 осіб жіночої статі у переписній місцевості припадало 104,5 чоловіків;  на 100 жінок у віці від 18 років та старших — 105,3 чоловіків також старших 18 років.
Середній дохід на одне домашнє господарство  становив 67 442 долари США (медіана — 56 250), а середній дохід на одну сім'ю — 69 338 доларів (медіана — 59 306). За межею бідності перебувало 10,6 % осіб, у тому числі 0,0 % дітей у віці до 18 років та 2,8 % осіб у віці 65 років та старших.
Цивільне працевлаштоване населення становило 762 особи. Основні галузі зайнятості: освіта, охорона здоров'я та соціальна допомога — 26,9 %, виробництво — 13,9 %, будівництво — 12,1 %, науковці, спеціалісти, менеджери — 11,5 %.